# Il'ja Cymbalar'
Il'ja Vladimirovič Cymbalar' (in russo Илья Владимирович Цымбаларь?; Odessa, 17 giugno 1969 – Odessa, 28 dicembre 2013) è stato un allenatore di calcio e calciatore sovietico, dal 1992 ucraino e dal 1994 russo, di ruolo centrocampista.
È scomparso nel 2013 all'età di 44 anni a seguito di problemi cardiaci.

## Carriera

### Club
Giocò nelle file di Dinamo Odessa, SKA Odessa (1987-89), Čornomorec' Odessa (1986; 1989-93), Spartak Mosca (1993-99), Lokomotiv Mosca  (2000), e terminò la sua carriera nell'Anži Machačkala (2001-2002).
Con la maglia dello Spartak Mosca è stato eletto Calciatore russo dell'anno nel 1995.

### Nazionale
Nel 1992 giocò 3 partite per la Nazionale ucraina, successivamente decise di passare nelle file della Nazionale russa. Con la Russia Cymbalar' ha totalizzato 28 presenze segnando 4 reti ed ha partecipato al campionato del mondo 1994 e al campionato d'Europa 1996 (nel quale ha realizzato una rete contro l'Italia).

## Statistiche

### Cronologia presenze e reti in Nazionale
| Cronologia completa delle presenze e delle reti in nazionale ― Ucraina | Cronologia completa delle presenze e delle reti in nazionale ― Ucraina | Cronologia completa delle presenze e delle reti in nazionale ― Ucraina | Cronologia completa delle presenze e delle reti in nazionale ― Ucraina | Cronologia completa delle presenze e delle reti in nazionale ― Ucraina | Cronologia completa delle presenze e delle reti in nazionale ― Ucraina | Cronologia completa delle presenze e delle reti in nazionale ― Ucraina | Cronologia completa delle presenze e delle reti in nazionale ― Ucraina |
| Data                                                                   | Città                                                                  | In casa                                                                | Risultato                                                              | Ospiti                                                                 | Competizione                                                           | Reti                                                                   | Note                                                                   |
| ---------------------------------------------------------------------- | ---------------------------------------------------------------------- | ---------------------------------------------------------------------- | ---------------------------------------------------------------------- | ---------------------------------------------------------------------- | ---------------------------------------------------------------------- | ---------------------------------------------------------------------- | ---------------------------------------------------------------------- |
| 29/04/1992                                                             | Užhorod                                                                | Ucraina                                                                | 1 – 3                                                                  | Ungheria                                                               | Amichevole                                                             | -                                                                      |                                                                        |
| 27/06/1992                                                             | Piscataway                                                             | Stati Uniti                                                            | 0 – 0                                                                  | Ucraina                                                                | Amichevole                                                             | -                                                                      |                                                                        |
| 26/08/1992                                                             | Nyíregyháza                                                            | Ungheria                                                               | 2 – 1                                                                  | Ucraina                                                                | Amichevole                                                             | -                                                                      |                                                                        |
| Totale                                                                 |                                                                        | Presenze                                                               | 3                                                                      |                                                                        | Reti                                                                   | 0                                                                      |                                                                        |

| Cronologia completa delle presenze e delle reti in nazionale ― Russia | Cronologia completa delle presenze e delle reti in nazionale ― Russia | Cronologia completa delle presenze e delle reti in nazionale ― Russia | Cronologia completa delle presenze e delle reti in nazionale ― Russia | Cronologia completa delle presenze e delle reti in nazionale ― Russia | Cronologia completa delle presenze e delle reti in nazionale ― Russia | Cronologia completa delle presenze e delle reti in nazionale ― Russia | Cronologia completa delle presenze e delle reti in nazionale ― Russia |
| Data                                                                  | Città                                                                 | In casa                                                               | Risultato                                                             | Ospiti                                                                | Competizione                                                          | Reti                                                                  | Note                                                                  |
| --------------------------------------------------------------------- | --------------------------------------------------------------------- | --------------------------------------------------------------------- | --------------------------------------------------------------------- | --------------------------------------------------------------------- | --------------------------------------------------------------------- | --------------------------------------------------------------------- | --------------------------------------------------------------------- |
| 20/04/1994                                                            | Bursa                                                                 | Turchia                                                               | 0 – 1                                                                 | Russia                                                                | Amichevole                                                            | -                                                                     |                                                                       |
| 29/05/1994                                                            | Mosca                                                                 | Russia                                                                | 2 – 1                                                                 | Slovacchia                                                            | Amichevole                                                            | 1                                                                     |                                                                       |
| 20/06/1994                                                            | Palo Alto                                                             | Brasile                                                               | 2 – 0                                                                 | Russia                                                                | Mondiali 1994 - 1º turno                                              | -                                                                     |                                                                       |
| 28/06/1994                                                            | Palo Alto                                                             | Russia                                                                | 6 – 1                                                                 | Camerun                                                               | Mondiali 1994 - 1º turno                                              | -                                                                     |                                                                       |
| 17/08/1994                                                            | Klagenfurt                                                            | Austria                                                               | 0 – 3                                                                 | Russia                                                                | Amichevole                                                            | -                                                                     |                                                                       |
| 07/09/1994                                                            | Mosca                                                                 | Russia                                                                | 0 – 1                                                                 | Germania                                                              | Amichevole                                                            | -                                                                     |                                                                       |
| 12/10/1994                                                            | Mosca                                                                 | Russia                                                                | 4 – 0                                                                 | San Marino                                                            | Qual. Euro 1996                                                       | -                                                                     |                                                                       |
| 08/03/1995                                                            | Bratislava                                                            | Slovacchia                                                            | 2 – 1                                                                 | Russia                                                                | Amichevole                                                            | -                                                                     |                                                                       |
| 16/08/1995                                                            | Helsinki                                                              | Finlandia                                                             | 0 – 6                                                                 | Russia                                                                | Qual. Euro 1996                                                       | -                                                                     |                                                                       |
| 06/09/1995                                                            | Toftir                                                                | Fær Øer                                                               | 2 – 5                                                                 | Russia                                                                | Qual. Euro 1996                                                       | 1                                                                     |                                                                       |
| 11/10/1995                                                            | Mosca                                                                 | Russia                                                                | 2 – 1                                                                 | Grecia                                                                | Qual. Euro 1996                                                       | -                                                                     |                                                                       |
| 15/11/1995                                                            | Mosca                                                                 | Russia                                                                | 3 – 1                                                                 | Finlandia                                                             | Qual. Euro 1996                                                       | -                                                                     |                                                                       |
| 27/03/1996                                                            | Dublino                                                               | Irlanda                                                               | 0 – 2                                                                 | Russia                                                                | Amichevole                                                            | -                                                                     |                                                                       |
| 25/05/1996                                                            | Doha                                                                  | Qatar                                                                 | 2 – 5                                                                 | Russia                                                                | Amichevole                                                            | -                                                                     |                                                                       |
| 29/05/1996                                                            | Mosca                                                                 | Russia                                                                | 1 – 0                                                                 | Emirati Arabi Uniti                                                   | Amichevole                                                            | -                                                                     |                                                                       |
| 02/06/1996                                                            | Mosca                                                                 | Russia                                                                | 2 – 0                                                                 | Polonia                                                               | Amichevole                                                            | -                                                                     |                                                                       |
| 11/06/1996                                                            | Liverpool                                                             | Italia                                                                | 2 – 1                                                                 | Russia                                                                | Euro 1996 - 1º turno                                                  | 1                                                                     |                                                                       |
| 16/06/1996                                                            | Manchester                                                            | Russia                                                                | 0 – 3                                                                 | Germania                                                              | Euro 1996 - 1º turno                                                  | -                                                                     |                                                                       |
| 19/06/1996                                                            | Liverpool                                                             | Russia                                                                | 3 – 3                                                                 | Rep. Ceca                                                             | Euro 1996 - 1º turno                                                  | -                                                                     |                                                                       |
| 10/02/1997                                                            | Hong Kong                                                             | Svizzera                                                              | 1 – 2                                                                 | Russia                                                                | Amichevole                                                            | -                                                                     |                                                                       |
| 29/03/1997                                                            | Paralimni                                                             | Cipro                                                                 | 1 – 1                                                                 | Russia                                                                | Qual. Mondiali 1998                                                   | -                                                                     |                                                                       |
| 22/04/1998                                                            | Mosca                                                                 | Russia                                                                | 1 – 0                                                                 | Turchia                                                               | Amichevole                                                            | -                                                                     |                                                                       |
| 30/05/1998                                                            | Mosca                                                                 | Russia                                                                | 1 – 1                                                                 | Georgia                                                               | Qual. Euro 1996                                                       | -                                                                     |                                                                       |
| 27/03/1999                                                            | Erevan                                                                | Armenia                                                               | 0 – 3                                                                 | Russia                                                                | Qual. Euro 2000                                                       | -                                                                     |                                                                       |
| 31/03/1999                                                            | Mosca                                                                 | Russia                                                                | 6 – 1                                                                 | Andorra                                                               | Qual. Euro 2000                                                       | 1                                                                     |                                                                       |
| 19/05/1999                                                            | Tula\|Tula (Russia)\|Tula                                             | Bielorussia                                                           | 1 – 1                                                                 | Russia                                                                | Amichevole                                                            | -                                                                     |                                                                       |
| 05/06/1999                                                            | Parigi                                                                | Francia                                                               | 2 – 3                                                                 | Russia                                                                | Qual. Euro 2000                                                       | -                                                                     |                                                                       |
| 09/06/1999                                                            | Mosca                                                                 | Russia                                                                | 1 – 0                                                                 | Islanda                                                               | Qual. Euro 2000                                                       | -                                                                     |                                                                       |
| Totale                                                                |                                                                       | Presenze                                                              | 28                                                                    |                                                                       | Reti                                                                  | 4                                                                     |                                                                       |

## Palmarès

### Giocatore

#### Club
- Campionato russo: 7

Spartak Mosca: 1993, 1994, 1996, 1997, 1998, 1999
- Coppa di Russia: 1

Lokomotiv Mosca: 1999-2000
- Coppa d'Ucraina: 1

Čornomorec': 1992

#### Individuale
- Capocannoniere della Coppa dei Campioni della CSI: 1

1995 (5 reti)
- Calciatore russo dell'anno: 1

1995